# Żyrardów
Żyrardów är en stad i Polen med 41 400 invånare (2006). Staden ligger 45 kilometer väster om Warszawa och är regionhuvudstad i Powiat żyrardowski. Staden ligger utmed floden Pisia Gągolina.
Stadens namn hedrar en fransk ingenjör och uppfinnare, Philippe de Girard.

## Kända personer
- Paweł Hulka-Laskowski, författare, översättare och aktivist
- Leszek Miller, före detta premiärminister som föddes på orten 1946